# Nemopistha sinica
Nemopistha sinica là một loài côn trùng trong họ Nemopteridae thuộc bộ Neuroptera. Loài này được C.-k. Yang miêu tả năm 1986.